# Gonia senilis
Gonia senilis är en tvåvingeart som beskrevs av Samuel Wendell Williston  1887. Gonia senilis ingår i släktet Gonia och familjen parasitflugor. Inga underarter finns listade i Catalogue of Life.